# Waza Flo
Waza Flo – amerykański klub futsalowy i showbolu z siedzibą w mieście Detroit, obecnie występuje w najwyższej klasie rozgrywkowej Stanów Zjednoczonych.

## Sukcesy
futsal
- Mistrzostwo MLF USA (1): 2017

showbol
- Mistrzostwo PASL Eastern Division (2): 2011/12, 2012/13
- Mistrzostwo United States Open Cup for Arena Soccer (1): 2012/13